# Neofolk
Neofolk is een muziekgenre dat met name van post-industrial muziek afstamt. De vroege wortels van het genre liggen in de jaren zeventig en tachtig, hoewel het genre de aanduiding pas veel later kreeg. Verwante termen zijn onder andere apocalyptic folk en folk noir.
Hoewel de term doet denken dat neofolk een folk genre is, is dit maar ten dele waar. Het genre ontstond zelf uit de punk, industrial en vooral gothic.
Als eerste neofolkbands worden de Britse bands Death in june en Current 93 genoemd. Death in june is voortgekomen uit de punkband Crisis, terwijl Current 93 oorspronkelijk een industrial band was. Beide bands kenden elkaar goed, en wisselden ook leden uit. De muziek werd voortgebracht met een soortgelijk instrumentarium als folk maar de composities en klankkleuren lagen dichter bij industrial en gothic dan bij originele folk. Na verloop van tijd kregen deze twee bands nog gezelschap van Sol invictus wat opgericht werd door een ex-lid van Death in june, Tony Wakeford.
Gedurende de jaren negentig werden meer bands actief. Door het gebruik van Germaanse, heidense en (sporadisch) fascistische en nazi-symboliek binnen dit genre worden veel bands vaak als extreemrechts gezien, maar dit blijkt in de praktijk slechts bij enkele projecten het geval te zijn. Het antifascistische tijdschrift Alert! schrijft veelvuldig over door hen fout geachte Neofolk bands.

## Bands
- Current 93
- Darkwood
- Death in June
- Dies natalis
- Forseti
- Hagalaz' Runedance
- H.E.R.R.
- Heilung
- Of the Wand & the Moon
- Sol Invictus
- Sonne Hagal
- The Moon Lay Hidden Beneath a Cloud (1992-1998)
- Von Thronstahl
- Danheim